# La Chambre (Savoie)
Pour les articles homonymes, voir La Chambre.
La Chambre est une commune française située dans le département de la Savoie, en région Auvergne-Rhône-Alpes.
Village de la Basse-Maurienne, traversé par l'Arc, la commune est le chef-lieu du canton éponyme et comptait 1 191 habitants en 2022.
Le bourg connaît une certaine renommée au cours du Moyen Âge avec la famille féodale de La Chambre, qui portera le titre de vicomte de Maurienne, principale concurrente locale de la future famille de Savoie. Les seigneurs de La Chambre disparaissent à la fin du XVe siècle, mais leurs nom et titres se maintiennent dans celle des Seyssel. Il faut attendre le XIXe siècle pour que la commune rurale trouve une autre dynamique avec le développement de l'industrie chimique toujours active de nos jours. La commune maintient cependant une activité agricole, notamment avec l'appartenance à la zone de production du beaufort.

## Géographie

### Localisation
La Chambre est située dans la vallée de la Basse-Maurienne, au carrefour du col de la Madeleine et du col du Glandon et dans l'axe routier Lyon - Turin, à égale distance de ces deux métropoles régionales (160 km).
Depuis 1996, la circulation routière s'est considérablement améliorée avec l'ouverture de la section Aiton - Saint-Jean-de-Maurienne de l'autoroute A43 en direction de l'Italie.
La commune est située à une distance orthodromique de 490,5 km au sud-est de la capitale, Paris, à 122,3 km au sud-est de la capitale régionale, Lyon, à 37,9 km au sud-est de la préfecture du département, Chambéry et à 10 km au nord-ouest de la sous-préfecture du département, Saint-Jean-de-Maurienne.

### Communes limitrophes

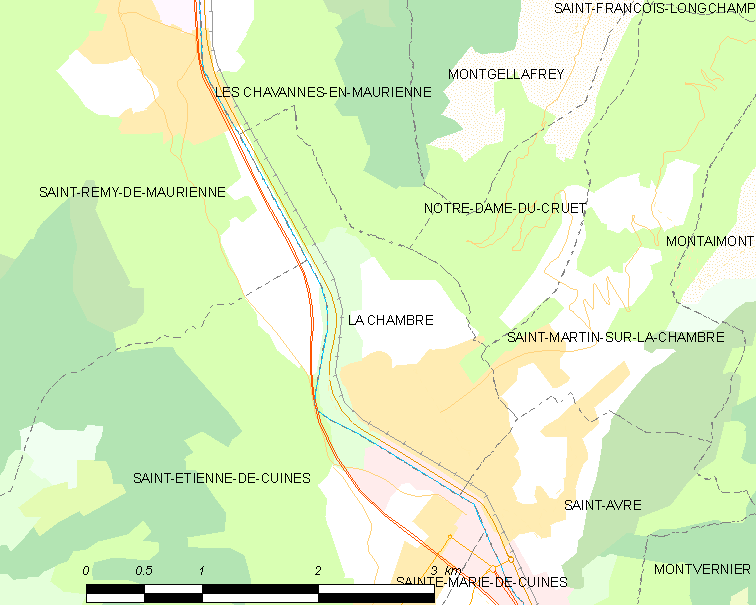
La Chambre et les communes voisines.

Les communes limitrophes de La Chambre sont Saint-Avre, Saint-Martin-sur-la-Chambre, Notre-Dame-du-Cruet et Les Chavannes-en-Maurienne sur la même rive de l'Arc, et Saint-Étienne-de-Cuines et Saint-Rémy-de-Maurienne sur la rive opposée.
Parmi ces communes, Saint-Avre, Saint-Martin-sur-la-Chambre et Notre-Dame-du-Cruet possèdent leurs chefs-lieux à proximité immédiate de celui de La Chambre.
| Saint-Rémy-de-Maurienne                            | Les Chavannes-en-Maurienne | Notre-Dame-du-Cruet et Saint-Martin-sur-la-Chambre |
| Saint-Rémy-de-Maurienne et Saint-Étienne-de-Cuines | La Chambre                 | Saint-Martin-sur-la-Chambre                        |
| Saint-Étienne-de-Cuines                            | Saint-Avre                 | Saint-Avre                                         |

### Relief et géologie

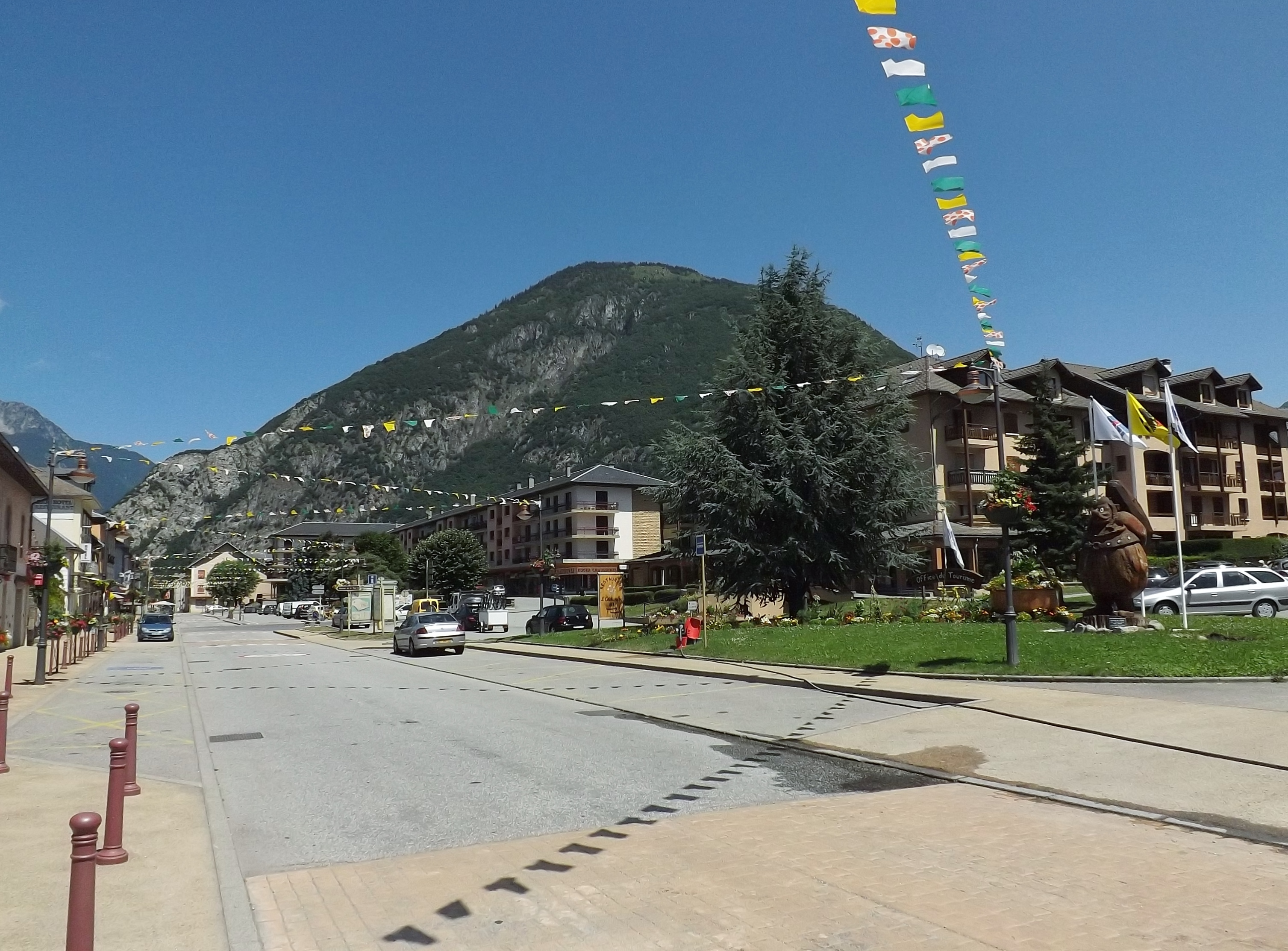
La pointe sud du massif de la Lauzière dominant La Chambre.

La commune de La Chambre est située à la base sud du massif de la Lauzière, à une altitude moyenne de 500 m. 

### Hydrographie

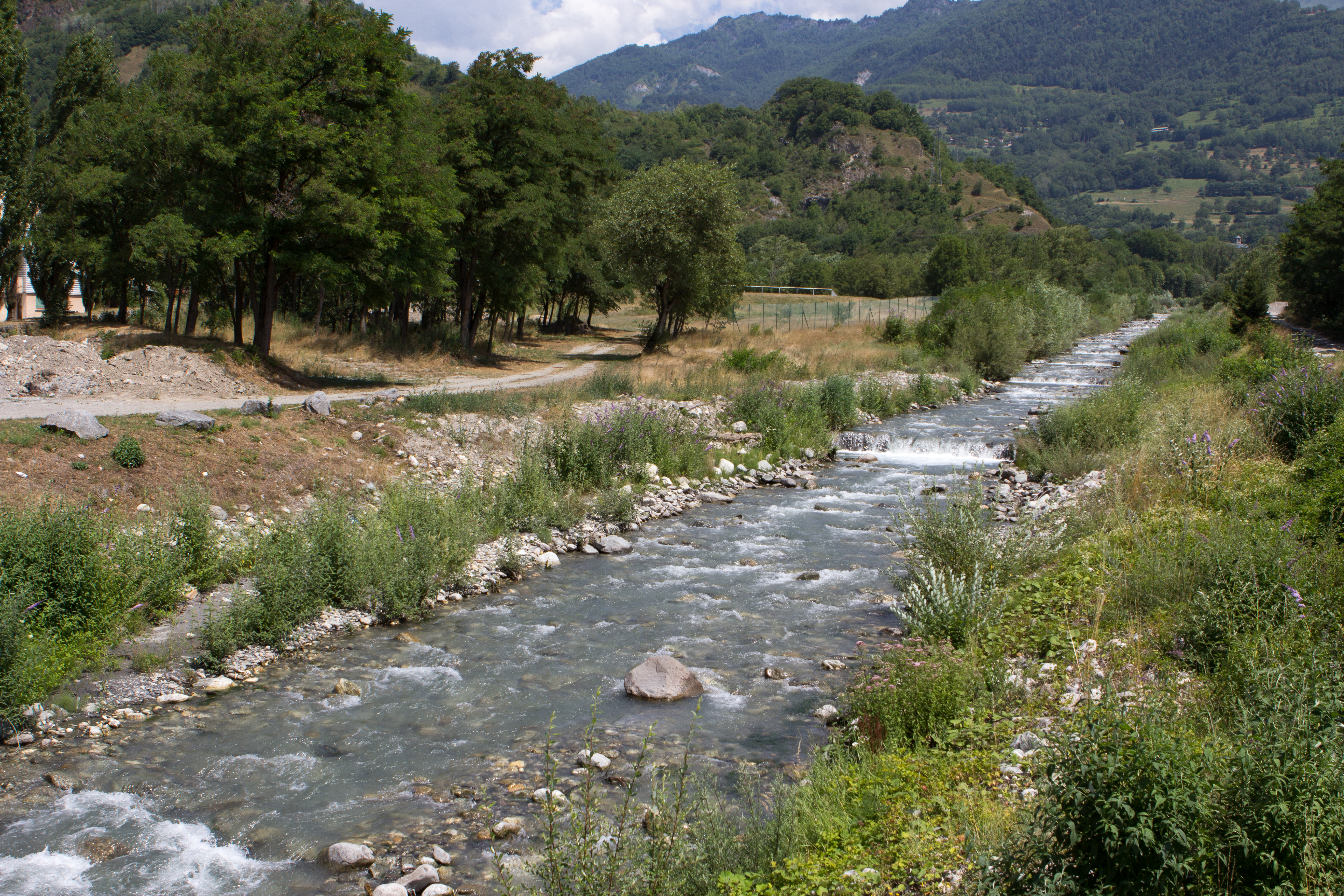
La rivière le Bugeon à La Chambre, un peu avant sa confluence avec l'Arc.

La rivière l'Arc délimite l'ouest du territoire de la commune. Le Bugeon, affluent droit de l'Arc, traverse la commune d'est en ouest et y a sa confluence avec l'Arc. 

### Voies de communication et transports

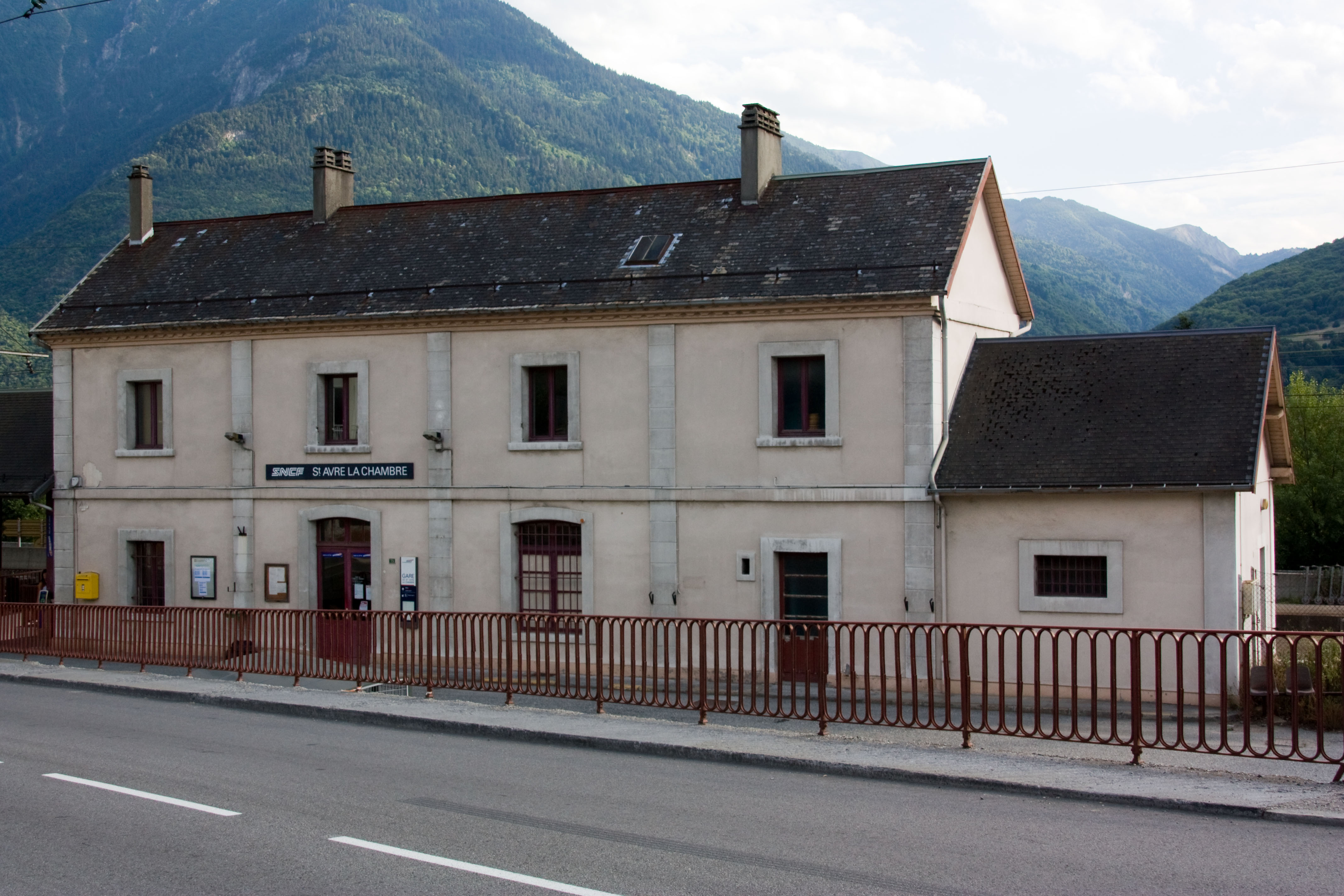
La gare de Saint-Avre - La Chambre.

La commune de La Chambre est accessible par l'autoroute A43, sortie no 26 : La Chambre, et par la route départementale D 1006 (ancienne nationale 6). La route départementale D 213 traverse le territoire de la commune. Cette route relie La Chambre à Notre-Dame-de-Briançon en passant par le col de la Madeleine, reliant ainsi les vallées de la Maurienne et de la Tarentaise.
La commune est desservie par les autocars de la ligne M1 (reliant La Chambre à Saint-François-Longchamp) du réseau Cars Région Savoie.
La gare de Saint-Avre - La Chambre, située à proximité sur le territoire de la commune de Saint-Avre, dessert la commune par des liaisons TGV saisonnières en hiver en provenance de Paris, et par des trains TER en provenance de Lyon, Chambéry et Saint-Jean de Maurienne.

### Climat
Pour des articles plus généraux, voir Climat d'Auvergne-Rhône-Alpes et Climat de la Savoie.
En 2010, le climat de la commune est de type climat des marges montargnardes, selon une étude du Centre national de la recherche scientifique s'appuyant sur une série de données couvrant la période 1971-2000. En 2020, Météo-France publie une typologie des climats de la France métropolitaine dans laquelle la commune est exposée à un climat de montagne ou de marges de montagne et est dans la région climatique Alpes du nord, caractérisée par une pluviométrie annuelle de 1 200 à 1 500 mm, irrégulièrement répartie en été.
Pour la période 1971-2000, la température annuelle moyenne est de 10,4 °C, avec une amplitude thermique annuelle de 19,3 °C. Le cumul annuel moyen de précipitations est de 1 023 mm, avec 8,9 jours de précipitations en janvier et 7,7 jours en juillet. Pour la période 1991-2020, la température moyenne annuelle observée sur la station météorologique de Météo-France la plus proche, « Ste Marie Cuines », sur la commune de Sainte-Marie-de-Cuines à 2 km à vol d'oiseau, est de 11,9 °C et le cumul annuel moyen de précipitations est de 856,4 mm,. Pour l'avenir, les paramètres climatiques de la commune estimés pour 2050 selon différents scénarios d'émission de gaz à effet de serre sont consultables sur un site dédié publié par Météo-France en novembre 2022.

## Urbanisme

### Typologie
Au 1er janvier 2024, La Chambre est catégorisée bourg rural, selon la nouvelle grille communale de densité à sept niveaux définie par l'Insee en 2022.
Elle appartient à l'unité urbaine de Saint-Étienne-de-Cuines, une agglomération intra-départementale regroupant six  communes, dont elle est ville-centre,,. Par ailleurs la commune fait partie de l'aire d'attraction de Saint-Jean-de-Maurienne, dont elle est une commune de la couronne,. Cette aire, qui regroupe 26 communes, est catégorisée dans les aires de moins de 50 000 habitants,.

### Occupation des sols
L'occupation des sols de la commune, telle qu'elle ressort de la base de données européenne d’occupation biophysique des sols Corine Land Cover (CLC), est marquée par l'importance des forêts et milieux semi-naturels (40,1 % en 2018), en diminution par rapport à 1990 (54,6 %). La répartition détaillée en 2018 est la suivante : 
zones urbanisées (38,3 %), forêts (26 %), prairies (20,7 %), milieux à végétation arbustive et/ou herbacée (14,1 %), zones industrielles ou commerciales et réseaux de communication (0,7 %), zones agricoles hétérogènes (0,2 %).
L'IGN met par ailleurs à disposition un outil en ligne permettant de comparer l’évolution dans le temps de l’occupation des sols de la commune (ou de territoires à des échelles différentes). Plusieurs époques sont accessibles sous forme de cartes ou photos aériennes : la carte de Cassini (XVIIIe siècle), la carte d'état-major (1820-1866) et la période actuelle (1950 à aujourd'hui).

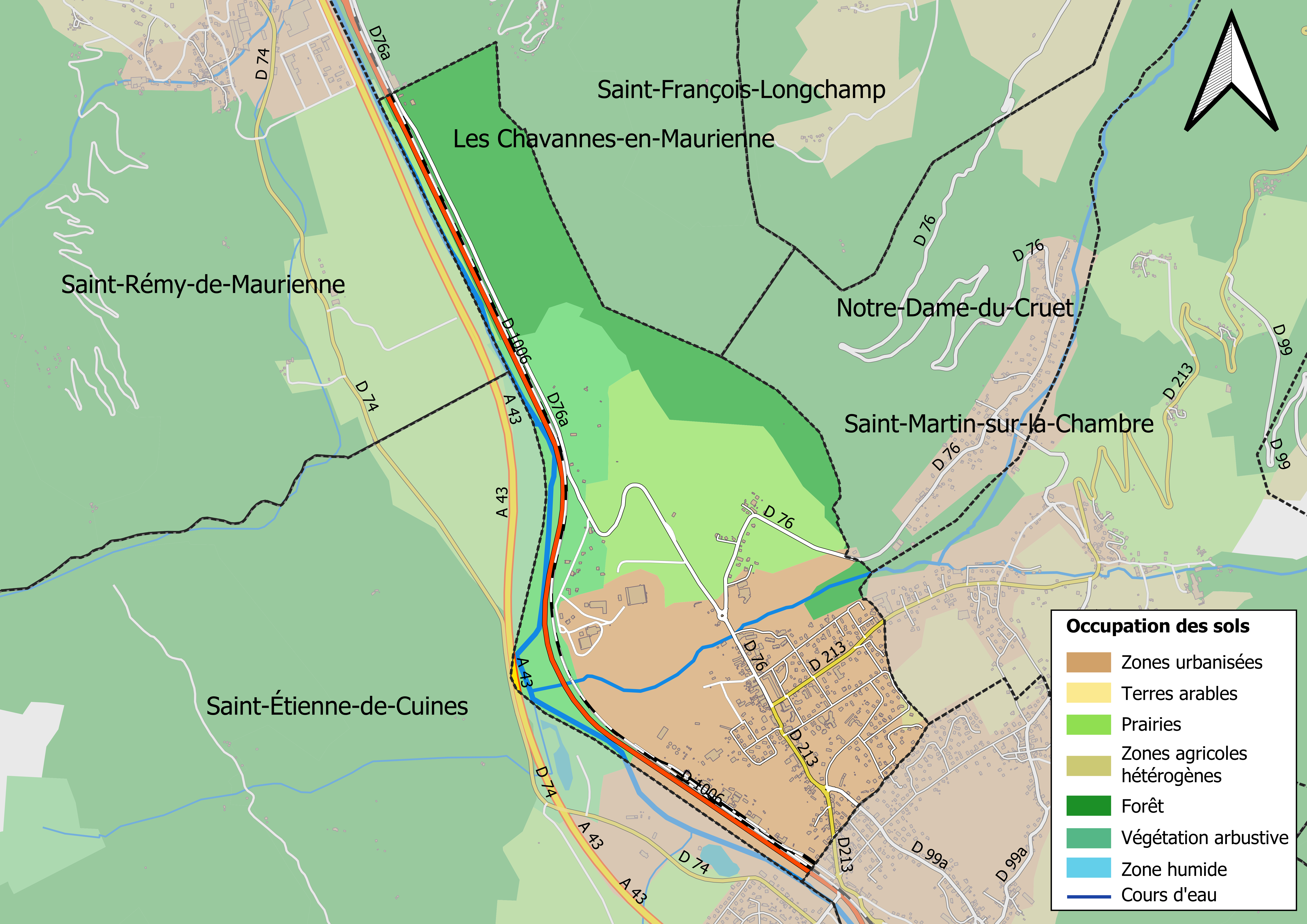
Carte des infrastructures et de l'occupation des sols en 2018 (CLC) de la commune.
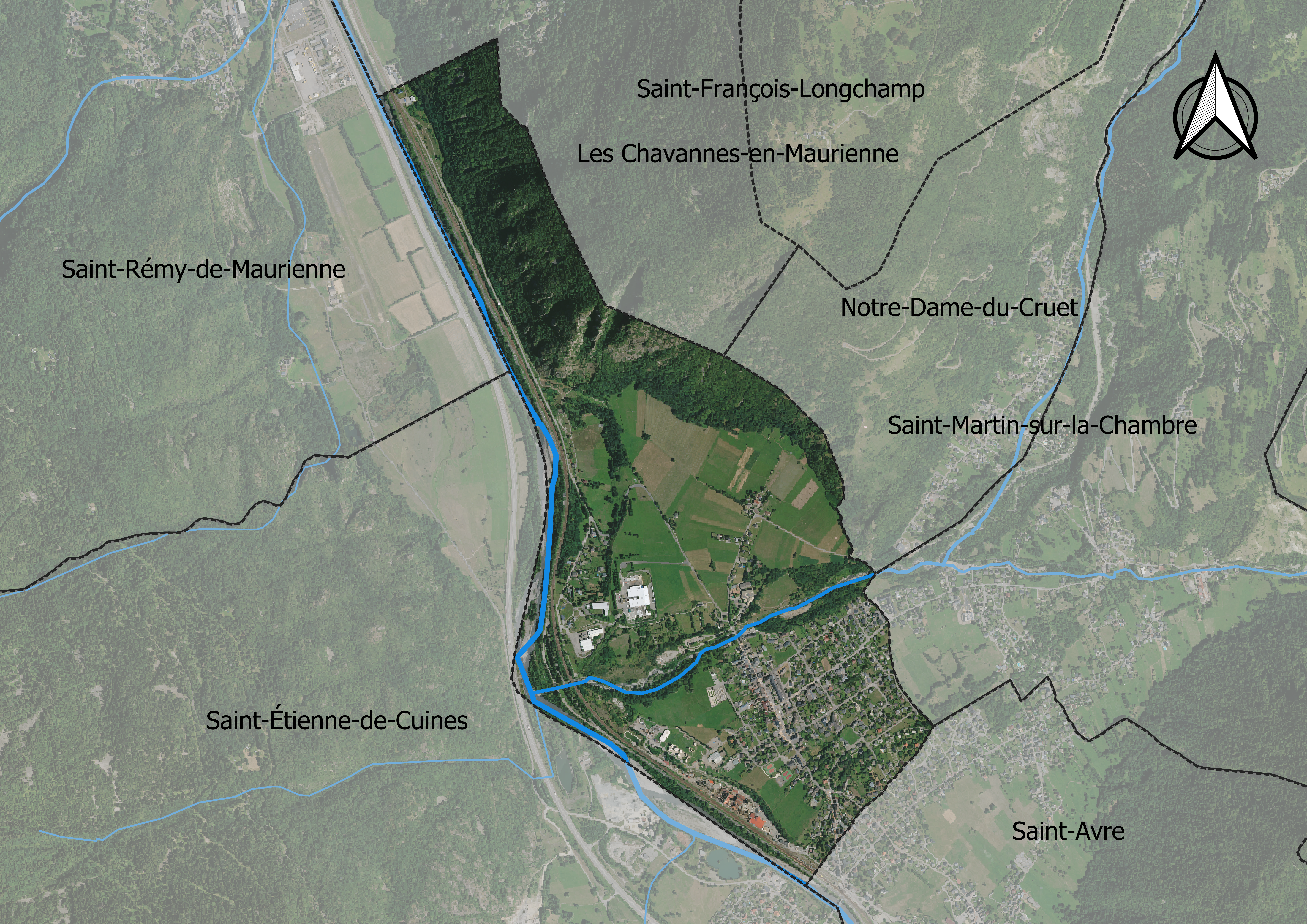
Carte orthophotogrammétrique de la commune.

### Morphologie urbaine

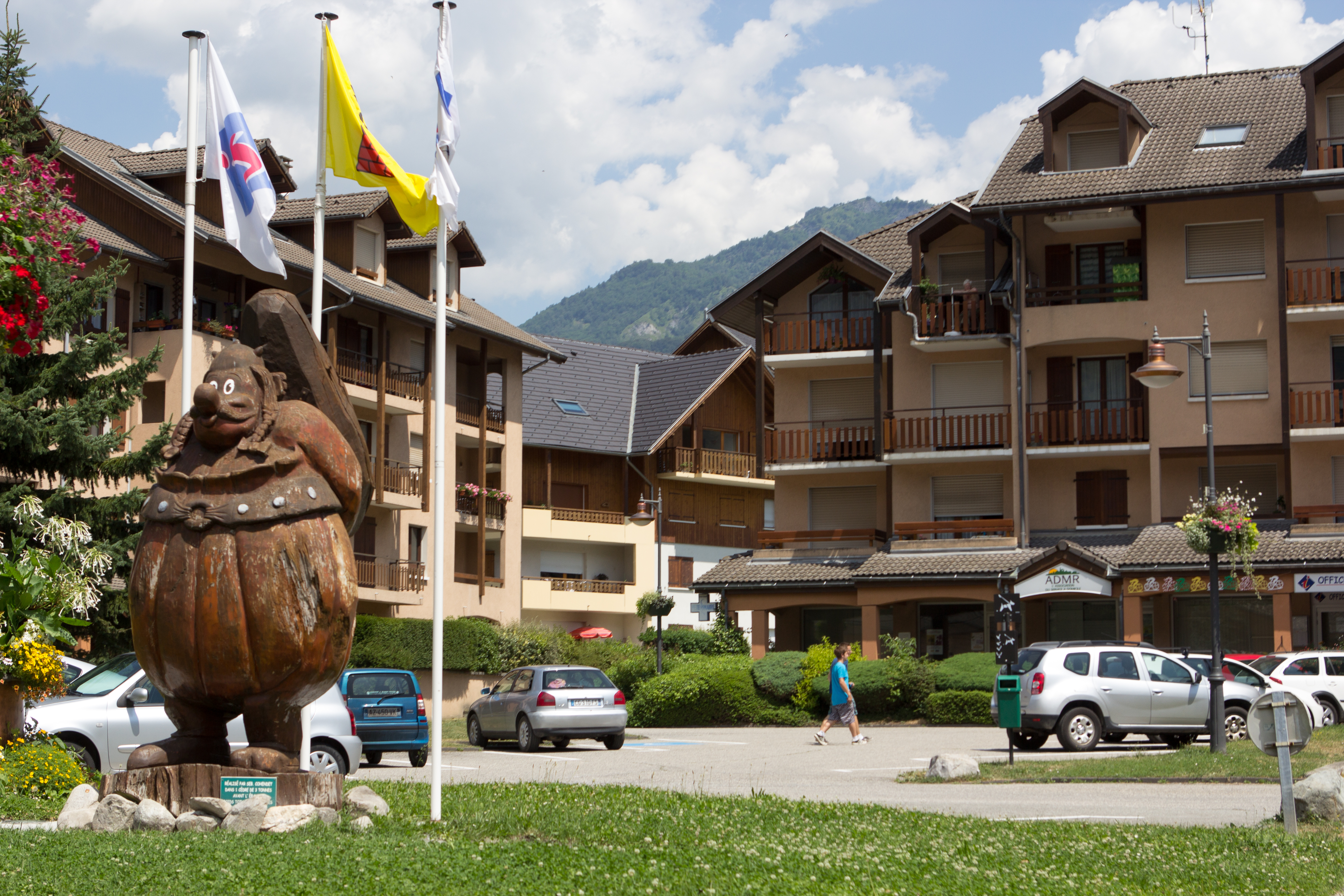
La place de la Liberté, dans le centre-ville.

Le centre-ville de La Chambre est essentiellement constitué d'immeubles d'habitation de petites hauteurs construits de part et d'autre de la rue principale de la ville. Les rez-de-chaussée des immeubles de la Grande Rue sont majoritairement occupés par des commerces. Le reste de l'habitat, notamment sur les hauteurs de la ville, est constitué de petits immeubles résidentiels ou à loyer modéré, de maison de ville ou de pavillons.

### Logements
En 2009, le nombre total de logements dans la commune était de 674, alors qu'il était de 599 en 1999. Parmi ces logements, 81,3 % étaient des résidences principales, 9,2 % des résidences secondaires et 9,5 % des logements vacants. Ces logements étaient pour 46,3 % d'entre eux des maisons individuelles et pour  53, % des appartements. La proportion des résidences principales propriétés de leurs occupants était de 57,2 %, celles des locataires était de 39,6 %, dont 16,7 % de logements HLM loués vides.

## Toponymie
La Chambre est un toponyme qui provient très probablement du latin camera, signifiant une « voûte, plafond voûté », mais qui désignera par la suite une « Demeure importante, château, résidence »,. L'appellation est à mettre en lien avec l'installation de la puissance famille féodale, les seigneurs de La Chambre, dont l'apparition remonterait au Xe siècle. L'abbé Gros rappelle dans son ouvrage, Dictionnaire étymologique des noms de lieu de la Savoie, l'ancienne interprétation erronée de Jean-Louis Grillet faisant correspondre le bourg à un centre fiscal. Le village est mentionné dès le XIe siècle avec In burgo Camere (1081), ou sous sa forme Camera (1097) que l'on trouve associé aux nombreux seigneurs des lieux, avec une variante à la fin du XIIe siècle, Chambra,.
En francoprovençal, le nom de la commune s'écrit La Shanbra, selon la graphie de Conflans.

## Histoire
Au Moyen Âge, La Chambre est une possession de la famille féodale éponyme, vicomte de Maurienne, principale concurrente locale de la famille de Savoie à ses origines. Les seigneurs de La Chambre disparaissent à la fin du XVe siècle, mais leurs nom et titres se maintiennent dans celle des Seyssel. Le château de La Chambre, berceau ancestral de la famille était situé sur la commune voisine de Notre-Dame-du-Cruet. Il est édifié au XIIe siècle. Il a aujourd'hui disparu.
Jusqu'au début du XXe siècle, La Chambre est essentiellement une commune agricole. L'industrie y fait son apparition en 1929 lorsque la Société industrielle des dérivés de l'acétylène (filiale de la Société d’électrochimie, d'électrométallurgie et des aciéries électriques d'Ugine) y implémente une usine de fabrication d'acétone à l'extérieur du bourg, le long de la ligne de chemin de fer où elle dispose d'un embranchement particulier. Dans les années 1950, l'usine se spécialise dans la fabrication de solvants et, en 1960, elle met au point la fabrication de dérivés d'ammoniac, les amines. En 1983, l’usine est rachetée par la société Elf-Atochem, puis devient propriété du groupe Atofina en 2000 lors de la fusion des groupes Total-Fina et Elf-Atochem ; elle emploie alors 250 salariés. En 2004, l'usine chimique de La Chambre fait partie du groupe Arkema né de la réorganisation d'Atofina.

## Politique et administration

### Politique locale
Le maire actuel, Mathilde Sonzoni, préside le conseil municipal. Le nombre d'habitants de la commune étant compris entre 500 et 1 499, le nombre de membres du conseil municipal est de 15.
La commune de La Chambre est rattachée administrativement à l’arrondissement de Saint-Jean-de-Maurienne et politiquement au canton de La Chambre, représenté par le conseiller général Jean-Louis Portaz (PG) et à la troisième circonscription de la Savoie représentée par la députée Béatrice Santais (PS).
À la suite de la délibération du conseil municipal du 24 septembre 2012, la commune a intégré la Communauté de communes de la Vallée du Glandon le 1er janvier 2014, se substituant au Syndicat Intercommunal du canton de La Chambre, désormais dissous.

### Comptes de la commune
En 2013, la commune disposait d’un budget de 2 371 000 € dont 2 075 000 € de fonctionnement et 296 000 € d’investissement, financés à 46,13 % par les impôts locaux avec des taux d’imposition fixés à 10,02 % pour la taxe d'habitation et 7,25 % et 32,11 % pour la taxe foncière sur le bâti et le non-bâti. Cette même année, la dette cumulée de la commune s’élevait à 1 552 000 €.
L’Insee attribue à la commune le code 73 3 11 067. La commune de La Chambre est enregistrée au répertoire des entreprises sous le code SIREN 217 300 672. Son activité est enregistrée sous le code APE 8411Z.

### Liste des maires

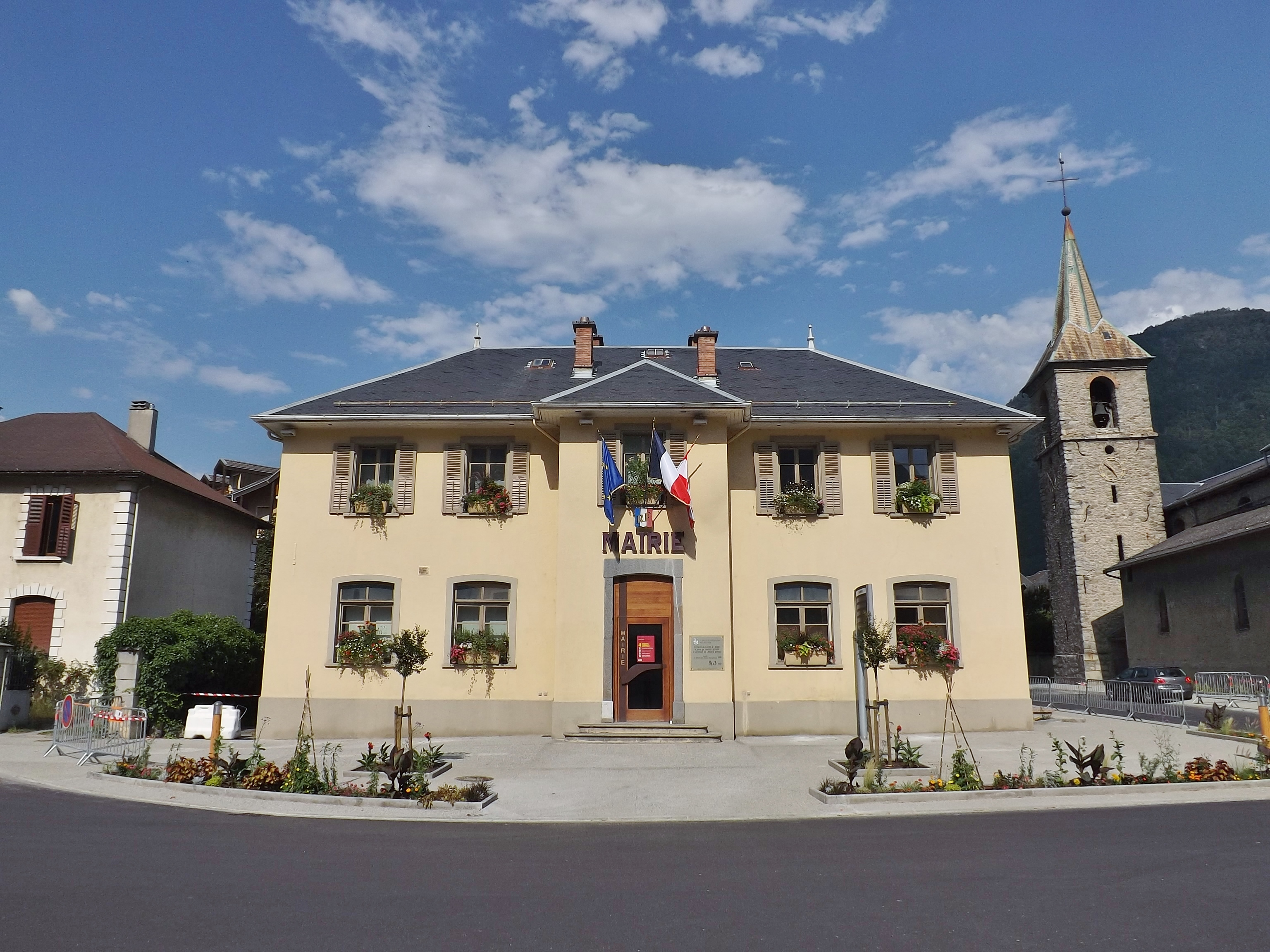
Mairie de La Chambre auprès de l’église.

| Période                                  | Période   | Identité          | Étiquette | Qualité                                                |
| ---------------------------------------- | --------- | ----------------- | --------- | ------------------------------------------------------ |
| Les données manquantes sont à compléter. |           |                   |           |                                                        |
| mai 1953                                 | Mars 1959 | Paul Lapierre     |           |                                                        |
| mars 1959                                | Mars 1989 | Pierre Renoud     |           |                                                        |
| mars 1989                                | Mars 2014 | Daniel Dufreney   | CNIP      | Conseiller général du canton de La Chambre (1985-2011) |
| mars 2014                                | 2020      | Gérald Durieux    |           | Ancien adjoint                                         |
| 2020                                     | En cours  | Mathilde Sonzogni |           |                                                        |

### Tendances politiques et résultats

#### Élections présidentielles, résultats des deuxièmes tours
- élection présidentielle de 2002 : 82,21 % pour Jacques Chirac (RPR), 17,79 % pour Jean-Marie Le Pen (FN), 79,71 % de participation[32].
- élection présidentielle de 2007 : 59,28 % pour Nicolas Sarkozy (UMP), 47,91 % pour Ségolène Royal (PS), 59,28 % de participation[33].
- élection présidentielle de 2012 : 47,24 % pour François Hollande (PS), 52,76 % pour Nicolas Sarkozy (UMP), 81,30 % de participation[34].

#### Élections législatives, résultats des deuxièmes tours
- élections législatives de 2002 : 66,51 % pour Michel Bouvard (UMP), 33,49 % pour Bernadette Laclais (PS), 58,31 % de participation[35].
- élections législatives de 2007 : 58,13 % pour Michel Bouvard (UMP), 41,88 % pour Bernadette Laclais (PS), 58,76 % de participation[36].
- élections législatives de 2012 : 53,52 % pour Pierre-Marie Charvoz  (DVD), 46,48 % pour Béatrice Santais (PS), 61,16 % de participation[37].

#### Élections municipales
- Élections municipales de 2008[Note 4] : 398 voix pour Raymond Ougier, 393 voix pour Daniel Dufreney, 390 voix pour Ginette Governali, 386 voix pour Mathilde Sonzogni, 383 voix pour Christine Da Costa, 381 voix pour Claude Chantereau, 381 voix pour Lydia Pedrosa, 379 voix pour Frédéric Combet-Blance, 377 voix pour Grégory Couvert, 375 voix pour Bernard Dio, 373 voix pour Charles Villermet, 371 voix pour Olivier Colse, 370 voix pour Joël Sovy, 367 voix pour Mickaël Lambert, 365 voix pour Sébastien Girard ; 78,57 % de participation[38].
- Élections municipales de 2014[Note 5] : 262 voix (49,24 %) pour la liste « Bien vivre ensemble » conduite par Philippe Bost, 270 voix (50,75 %) pour la liste « Une commune un avenir » conduite par M. Gérald Durieux, adjoint sortant ; 80,08 % de participation[39]. Les élections sont annulées par le Tribunal administratif[31].

### Services publics

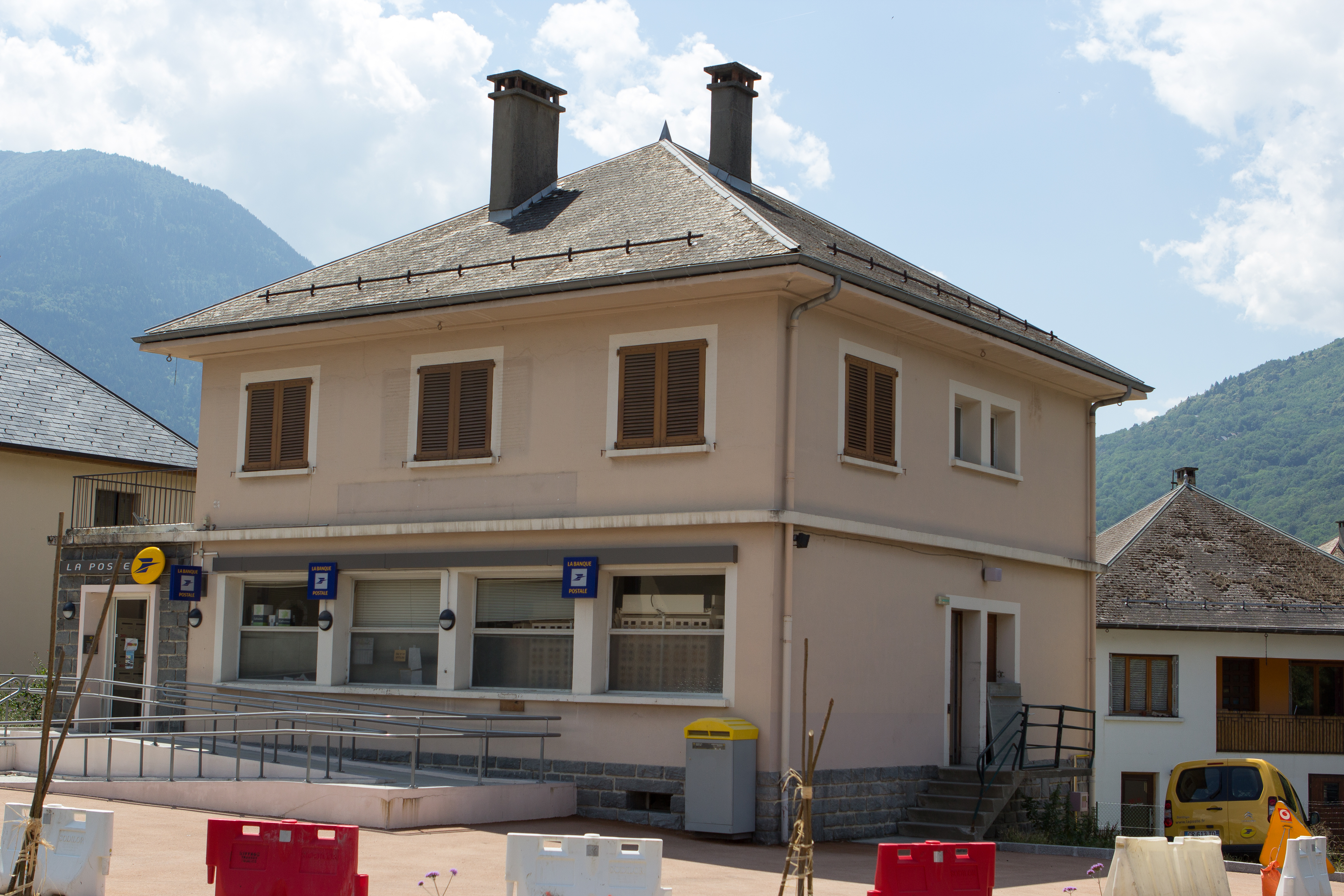
Le bureau de poste de La Chambre.

La commune dispose d’un bureau de poste.
La sécurité de la commune est assurée par la brigade territoriale de proximité de gendarmerie de La Chambre. Le Centre de secours principal (CSP) le plus proche est celui de Saint-Jean-de-Maurienne.
La Chambre relève du conseil de prud'hommes d'Albertville, de la cour administrative d'appel de Lyon, de la cour d'appel de Chambéry, de la cour d'assises de Chambéry, du tribunal administratif de Grenoble, du tribunal d'instance d'Albertville, du tribunal de grande instance de Chambéry, du tribunal de commerce de Chambéry et du tribunal pour enfants de Chambéry.

## Population et société

### Démographie
Les habitants de la commune sont appelés les Chambrains.
L'évolution du nombre d'habitants est connue à travers les recensements de la population effectués dans la commune depuis 1793. Pour les communes de moins de 10 000 habitants, une enquête de recensement portant sur toute la population est réalisée tous les cinq ans, les populations de référence des années intermédiaires étant quant à elles estimées par interpolation ou extrapolation. Pour la commune, le premier recensement exhaustif entrant dans le cadre du nouveau dispositif a été réalisé en 2006.

En 2022, la commune comptait 1 191 habitants, en évolution de +3,03 % par rapport à 2016 (Savoie : +3,63 %, France hors Mayotte : +2,11 %).
| 1793 | 1800 | 1806 | 1822 | 1838 | 1848 | 1858 | 1861 | 1866 |
| ---- | ---- | ---- | ---- | ---- | ---- | ---- | ---- | ---- |
| 395  | 430  | 462  | 510  | 597  | 681  | 612  | 595  | 617  |

| 1872 | 1876 | 1881 | 1886 | 1891 | 1896 | 1901 | 1906 | 1911 |
| ---- | ---- | ---- | ---- | ---- | ---- | ---- | ---- | ---- |
| 700  | 616  | 618  | 600  | 621  | 741  | 705  | 700  | 699  |

| 1921 | 1926 | 1931 | 1936 | 1946 | 1954 | 1962 | 1968 | 1975 |
| ---- | ---- | ---- | ---- | ---- | ---- | ---- | ---- | ---- |
| 666  | 704  | 801  | 727  | 740  | 722  | 773  | 826  | 874  |

| 1982 | 1990 | 1999  | 2006  | 2011  | 2016  | 2021  | 2022  | - |
| ---- | ---- | ----- | ----- | ----- | ----- | ----- | ----- | - |
| 960  | 981  | 1 111 | 1 163 | 1 158 | 1 156 | 1 178 | 1 191 | - |

### Enseignement
La Chambre est située dans l'académie de Grenoble.  La ville administre une école maternelle et une école primaire. Le collège de secteur est le collège de Saint-Étienne-de-Cuines. Les lycées de proximité sont : le lycée Paul-Héroult de Saint-Jean-de-Maurienne et le lycée professionnel Général-Ferrié de Saint-Michel-de-Maurienne.

### Manifestations culturelles et festivités
La vie associative de la commune est animée par de diverses associations culturelles, sportives et sociales. 

### Médias
Le quotidien régional Le Dauphiné libéré, dans son édition locale Maurienne relate les informations locales. La commune se situe dans le bassin d’émission des chaînes de télévision régionales France 3 Alpes et 8 Mont-Blanc.
L’information institutionnelle est assurée par plusieurs publications périodiques : Savoie Mag, mensuel diffusé par le conseil général de la Savoie et le Rhône-Alpes, trimestriel diffusé par le conseil régional de Rhône-Alpes.

### Cultes

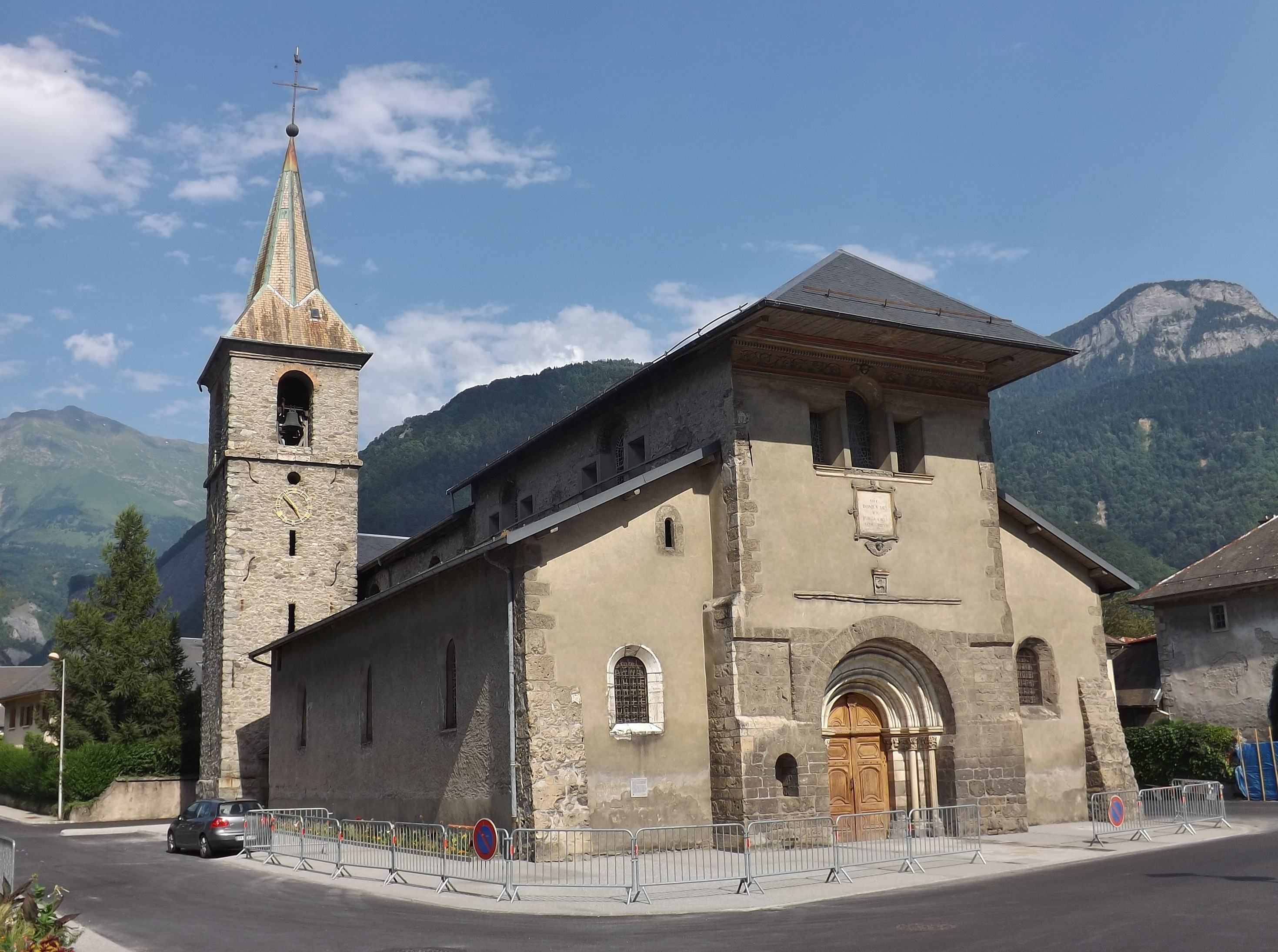
Collégiale Saint-Marcel (portail classé).

Le territoire de la commune de La Chambre fait partie de la paroisse catholique « Sainte-Madeleine - La Chambre » dans la doyenné de Maurienne du diocèse de Chambéry, Maurienne et Tarentaise. Le lieu de culte est la collégiale Saint-Marcel.

## Économie

### Industrie
Pour un article plus général, voir Industrie de la houille blanche en Maurienne.
L'usine Arkema de La Chambre évoque davantage des installations pétrolières que les halls de la houille blanche dont elle est pourtant un authentique héritage. En 1929 a été fondée la S.I.D.A (Société Industrielle des Dérivés de l'Acétylène) pour laquelle trois partenaires avaient uni leurs compétences. Le choix du site, en bordure immédiat de  la voie ferrée, était commandé par la proximité (1 km) de l'usine du Glandon, sur la commune de Saint-Avre-La-Chambre : c'est là qu'elle s'approvisionnerait  en carbure de calcium pour le transformer en acétylène. La S.I.D.A tirerait également son énergie de la même centrale hydroélectrique sur la proche commune de Sainte-Marie-de-Cuines. Les associés entendaient valoriser l'acétylène par sa transformation en acétone, solvant alors très demandé par la jeune industrie des textiles artificiels comme la rayonne, de la famille des acétates. L'établissement est donc typique de cette industrie carbochimique  dont le carbure de calcium constituait la base. Par la suite, la SECEMAEU, après le retrait de ses deux associés, a seule relevé le défi de la crise, avec succès puisque la production d'acétone est passée de 600 t en 1930 à 2 000 t en 1943.

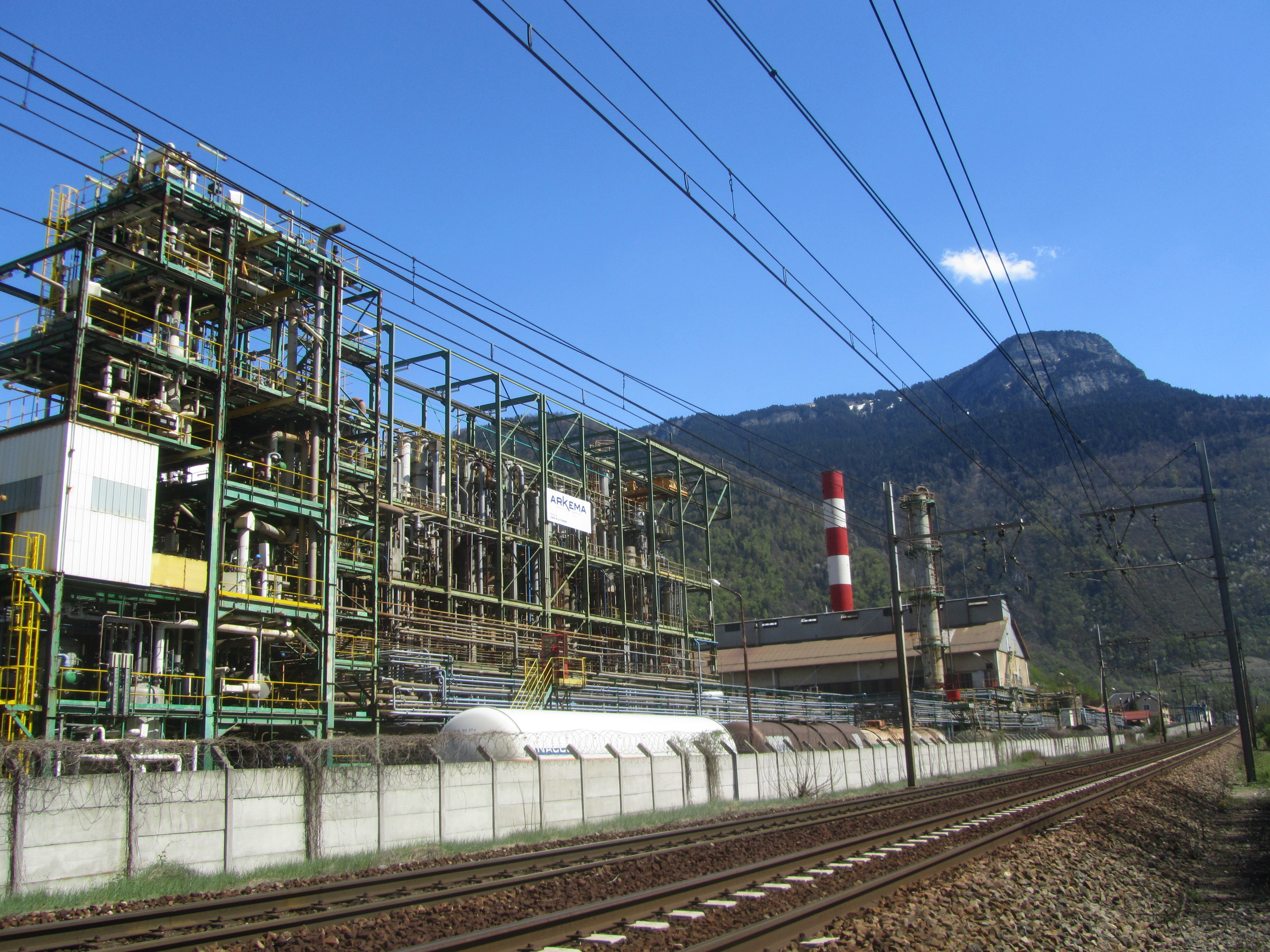
Seul exemple en Savoie de reconversion d'un établissement industriel de la carbochimie à la pétrochimie.

La grande mutation vers la pétrochimie s'est effectuée en deux temps, en 1949 puis en 1954 : l'acétylène a été remplacé par des dérivés du pétrole d'un prix beaucoup plus avantageux. La carbochimie est donc morte de cette obsolescence. L'usine du Glandon dont les autres clientèles se sont détournées devait fermer ses portes 13 ans plus tard. L'usine de La Chambre était libérée de tout lien local aussi bien quant à son approvisionnement en matières premières que pour sa fourniture d'électricité dont la pétrochimie est très économe ! Dès lors, une implantation alpine ne se justifiait plus sauf à valoriser fortement l'acétone sous forme de dérivés dans deux directions : les solvants pour vernis et peintures ; les herbicides, fongicides, pesticides ; de ce fait, les charges de transport resteraient supportables depuis les raffineries aux arrivages et vers la nombreuse clientèle dispersée à travers la France ou à l'étranger ; car il s'agissait de produits fortement valorisés comme le soulignait la correspondance approximative des tonnages entre fournitures et livraisons. D'autant qu'il s'agissait généralement de produits liquides pour lesquels les manutentions sont très réduites. Les gains de productivité étaient considérables : dans le même temps où la production avait décuplé, l'effectif lui, n'avait pas doublé : 110 empois en 1955, 198 en 1972.
Depuis les Trente Glorieuses, l'usine de La Chambre a toujours trouvé place dans l'organigramme des sociétés successives de U.K en 1967 à P.U.K en 1972, puis Atochem en 1983, Elf-Atochem en 1992, Atofina en 2000, Arkema depuis  2004. C'est en soi la preuve d'une rentabilité acquise grâce à un persévérant effort de recherche mais dans la même ligne de spécialités que par le passé : les solvants oxygénés pour vernis et peintures, encres, colorants, colles, shampoings… ; les amines de spécialités, dérivés de l'ammoniac, utilisés dans la fabrication des herbicides, pesticides, mais aussi en pharmacie et en fonderie. La commune de La Chambre continue de vivre au rythme d'une entreprise qui maintient un bon niveau d'emplois : 210 en 1985, 160 en 2018.

### Revenus de la population et fiscalité
En 2011, le revenu fiscal médian par ménage était de 27 867 €, ce qui plaçait La Chambre au 19 813e rang parmi les 31 886 communes de plus de 39 ménages en métropole.
En 2009, 59 % des foyers fiscaux étaient imposables.

### Emplois, revenus et niveau de vie
En 2009, la population âgée de 15 à 64 ans s'élevait à 655 personnes, parmi lesquelles on comptait 77,9 % d'actifs dont 71,1 % ayant un emploi et 6,8 % de chômeurs.
|                           | Nb. Personnes | Pourcentage |
| Ensemble                  | 655           | 100,0%      |
| Actifs                    | 510           | 77,86 %     |
| Actifs ayant un emploi    | 466           | 71,15 %     |
| Chômeurs                  | 44            | 6,72 %      |
| Inactifs                  | 145           | 22,14 %     |
| Élèves, étudiants         | 41            | 6,30 %      |
| Retraités ou préretraités | 66            | 10,00 %     |
| Autres inactifs           | 38            | 5,80 %      |

Toujours en 2009, on comptait 571 emplois dans la zone d'emploi, contre 619 en 1999. Le nombre d'actifs ayant un emploi résidant dans la zone d'emploi étant de 468, l'indicateur de concentration d'emploi est de 122 %, ce qui signifie que la zone d'emploi offre un peu plus d'un emploi pour un habitant actif.

### Entreprises et commerces

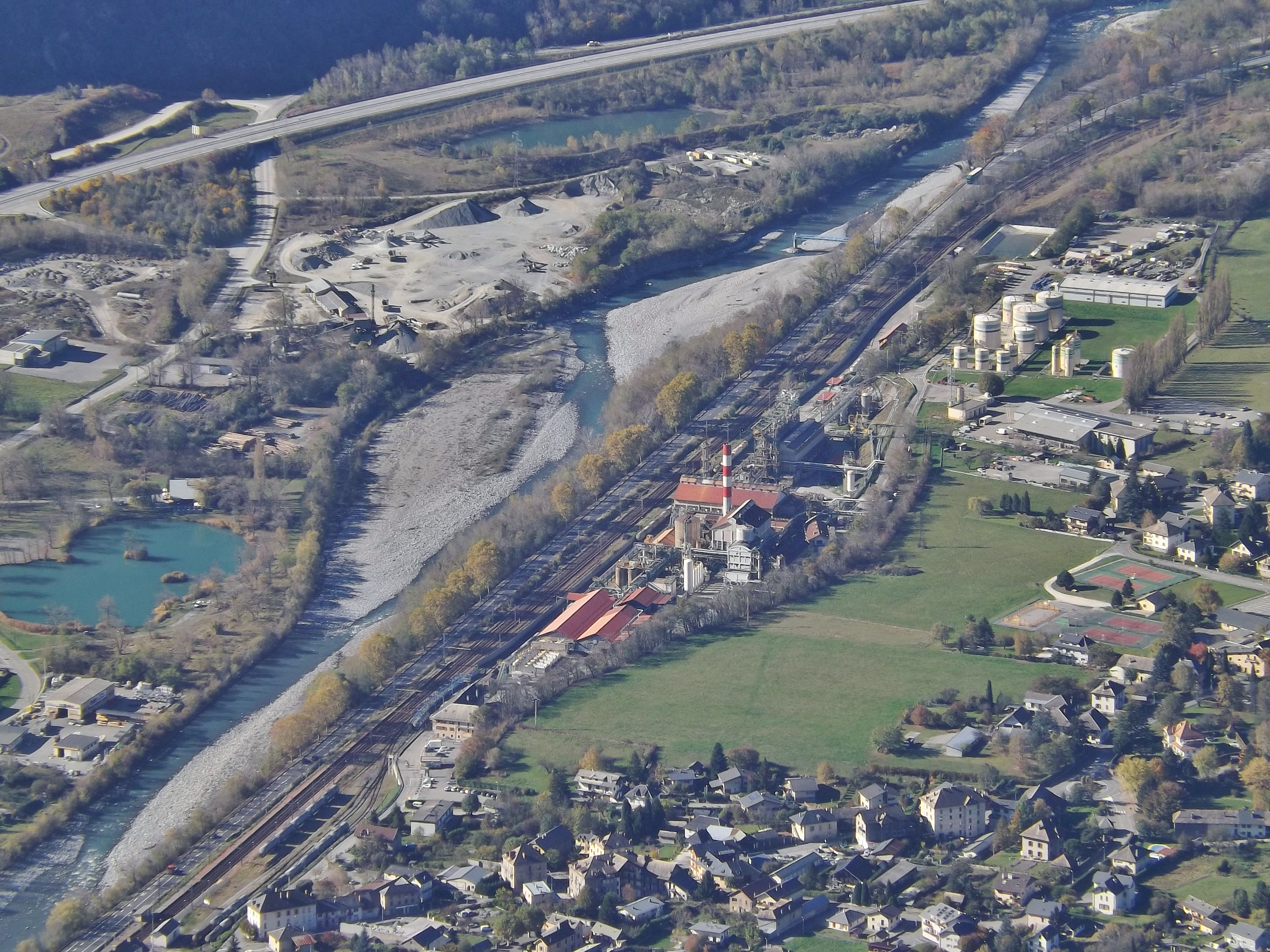
Vue du site industriel d'Arkema.

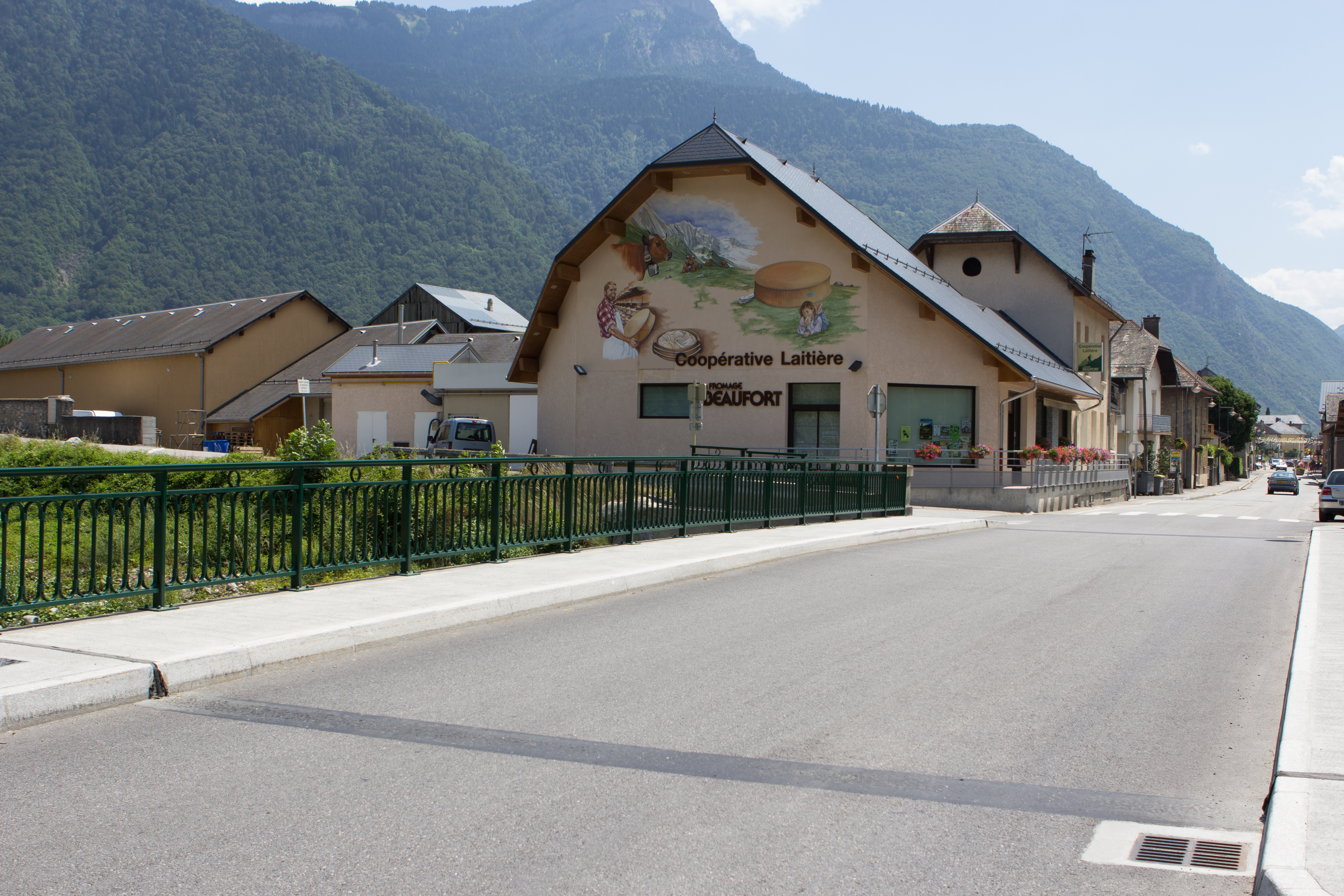
La coopérative laitière de La Chambre, productrice de beaufort.

Au 31 décembre 2010, la commune de La Chambre comptait 131 établissements : 4 dans l’agriculture-sylviculture, 11 dans l'industrie, 9 dans la construction, 80 dans le commerce-transports-services divers et 27 relatifs au secteur administratif. En 2011, 6 entreprises ont été créées, dont 5 par des auto-entrepreneurs.
La vie économique de la commune est intimement liée à la présence de l'usine chimique Arkema sur son territoire. L'usine emploie en 2014 environ 150 personnes. Le site industriel Arkema de La Chambre est classé Seveso.
Les principales entreprises de la ville sont :
- Arkema (pétrochimie, carbochimie organique) ;
- Blue Systèmes, groupe Bayrol (produits chlorés) ;
- P.S.M (Pack Systèmes Maurienne) (chlorate de sodium).

Depuis le 19 janvier 2001, la commune se trouve en zone d'appellation d'origine contrôlée (AOC) de production de beaufort, participant ainsi à l'essor économique de la commune par la création d'emplois à la coopérative laitière de la commune.
La ville dispose de nombreux commerces alimentaires et autres, des restaurants, des banques, des agences d'assurances, des agences immobilières, des salons de coiffure, une pharmacie, et de nombreux artisans.

### Tourisme
En 2014, la capacité d'accueil de la commune, estimée par l'organisme Savoie Mont Blanc, est de 332 lits touristiques répartis dans 62 structures, dont un meublé et un hôtel.

## Culture et patrimoine

### Lieux et monuments

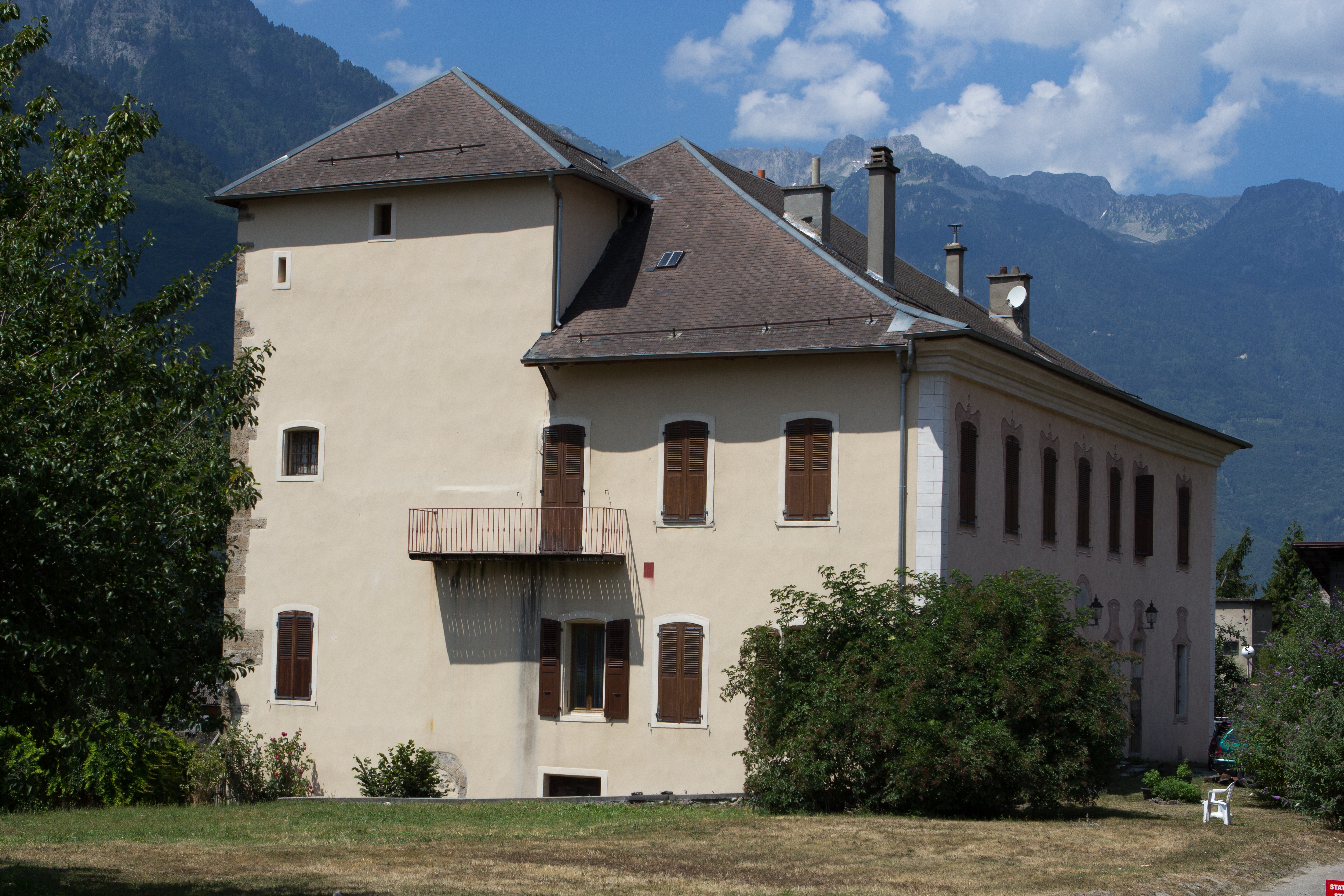
La maison de la Tour.

- Le couvent des Cordeliers. En 1365, Jean II seigneur de la Chambre et vicomte de Maurienne obtient du pape Urbain V l'approbation d'implanter un couvent franciscain au moment même où disparait un prieuré bénédictin du XIe-XIIe siècle[64]. Depuis 2009, le site est en cours de restauration.
- La collégiale Saint-Marcel, une ancienne église de l'Assomption érigée en collégiale en 1514, dont le portail de style roman datant du XIIe siècle est classé au titre des monuments historiques le 23 août 1939[65].
- La maison de la Tour, ancienne maison forte des seigneurs de La Chambre, composée d’une tour datant des XIIIe et XIVe siècles et d’un corps de logis datant des XVIIe et XVIIIe siècles[66]. Elle est actuellement le siège de l'Académie de Maurienne.

### Espaces verts et fleurissement
En 2014, la commune obtient le niveau « une fleur » au concours des villes et villages fleuris.

### Personnalités liées à la commune
- La famille de La Chambre, portant le titre de vicomte.

### Héraldique
| Blason de La Chambre (Savoie) | Les armes de La Chambre se blasonnent ainsi : D'azur, semé de fleur de lis d'or, à la bande de gueules brochant sur le tout. Le blason est celui des seigneurs de La Chambre. |